# Goghin (Zoungou)
Pour les articles homonymes, voir Goghin.
Goghin, également orthographié Goguin, est une commune rurale située dans le département de Zoungou de la province du Ganzourgou dans la région Plateau-Central au Burkina Faso.

## Géographie
Goghin est situé à environ 7 km à l'est de Zoungou, le chef-lieu du département, à 4 km au sud-ouest de Sapaga (et des RN 4 et RN 15) et à 4 km au nord de Paspanga.

## Santé et éducation
Le centre de soins le plus proche de Goghin est le centre de santé et de promotion sociale (CSPS) de Paspanga, tandis que le centre médical avec antenne chirurgicale (CMA) se trouve dans le département voisin à Koupéla.